# 델타 퍼텐셜
양자역학에서 델타 퍼텐셜(영어: Delta potential)은 디랙 델타 함수로 수학적으로 기술되는 퍼텐셜 우물이다. 디랙 델타 함수는 일반화 함수이다. 질적으로, 이는 한 지점을 제외한 모든 곳에서 0이고, 그 한 지점에서 무한한 값을 가지는 퍼텐셜에 해당한다. 이것은 입자가 두 공간 영역 사이의 장벽을 두고 자유롭게 움직이는 상황을 시뮬레이션하는 데 사용될 수 있다. 예를 들어, 전자는 전도성 물질 내에서 거의 자유롭게 움직일 수 있지만, 두 전도성 표면이 가까이 놓이면 그들 사이의 경계면은 델타 퍼텐셜로 근사할 수 있는 전자 장벽 역할을 한다.
델타 퍼텐셜 우물은 유한 퍼텐셜 우물의 극한 사례이며, 이는 우물의 너비와 퍼텐셜의 곱을 일정하게 유지하면서 우물의 너비를 줄이고 퍼텐셜을 증가시킬 때 얻어진다.
이 문서는 단순화를 위해 1차원 퍼텐셜 우물만 다루지만, 분석은 더 많은 차원으로 확장될 수 있다.

## 단일 델타 퍼텐셜

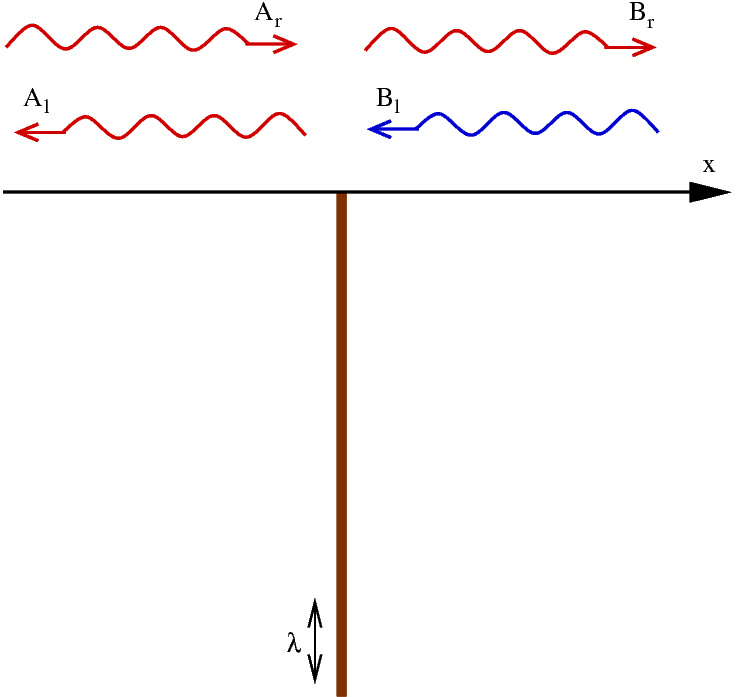

1차원에서 퍼텐셜 V(x)에 있는 입자의 파동 함수 ψ(x)에 대한 시간 독립 슈뢰딩거 방정식은 다음과 같다.
{\displaystyle -{\frac {\hbar ^{2}}{2m}}{\frac {d^{2}\psi (x)}{dx^{2}}}+V(x)\psi (x)=E\psi (x),}
여기서 ħ는 축소된 플랑크 상수이고, E는 입자의 에너지이다.
델타 퍼텐셜은 다음과 같은 퍼텐셜이다.
{\displaystyle V(x)=\lambda \delta (x),}
여기서 δ(x)는 디랙 델타 함수이다.
λ가 음수이면 델타 퍼텐셜 우물이라고 불리고, λ가 양수이면 델타 퍼텐셜 장벽이라고 불린다. 단순화를 위해 델타는 원점에서 발생하는 것으로 정의되었다. 델타 함수의 인수를 이동해도 다음 결과는 변경되지 않는다.

### 슈뢰딩거 방정식 풀이
출처:
퍼텐셜은 공간을 두 부분(x < 0과 x > 0)으로 나눈다. 이 각 부분에서 퍼텐셜은 0이며, 슈뢰딩거 방정식은 다음으로 줄어든다.
{\displaystyle {\frac {d^{2}\psi }{dx^{2}}}=-{\frac {2mE}{\hbar ^{2}}}\psi ;}
이는 상수 계수를 가진 선형 미분 방정식이며, 해는 eikx와 e−ikx의 선형 결합이다. 여기서 파수 k는 에너지와 다음과 같은 관계를 가진다.
{\displaystyle k={\frac {\sqrt {2mE}}{\hbar }}.}
일반적으로 원점에 델타 퍼텐셜이 존재하기 때문에 해의 계수가 두 반공간에서 같을 필요는 없다.
{\displaystyle \psi (x)={\begin{cases}\psi _{\text{L}}(x)=A_{\text{r}}e^{ikx}+A_{\text{l}}e^{-ikx},&{\text{ if }}x<0,\\\psi _{\text{R}}(x)=B_{\text{r}}e^{ikx}+B_{\text{l}}e^{-ikx},&{\text{ if }}x>0,\end{cases}}}
여기서 양의 에너지(실수 k)의 경우, eikx는 오른쪽으로 진행하는 파동을 나타내고, e−ikx는 왼쪽으로 진행하는 파동을 나타낸다.
파동 함수가 원점에서 연속적임을 부과함으로써 계수들 간의 관계를 얻는다.
{\displaystyle \psi (0)=\psi _{L}(0)=\psi _{R}(0)=A_{r}+A_{l}=B_{r}+B_{l},}
두 번째 관계는 파동 함수의 미분을 연구함으로써 찾을 수 있다. 일반적으로 원점에서 미분 가능성을 부과할 수도 있지만, 델타 퍼텐셜 때문에 불가능하다. 그러나 슈뢰딩거 방정식을 x = 0 근처의 구간 {\displaystyle [-\varepsilon ,\varepsilon ]}에서 적분하면 다음과 같다.
{\displaystyle -{\frac {\hbar ^{2}}{2m}}\int _{-\varepsilon }^{+\varepsilon }\psi (x)\,dx+\int _{-\varepsilon }^{+\varepsilon }V(x)\psi (x)\,dx=E\int _{-\varepsilon }^{+\varepsilon }\psi (x)\,dx.}
{\displaystyle \varepsilon \to 0} 극한에서 이 방정식의 우변은 사라지고, 좌변은 다음과 같이 된다.
{\displaystyle -{\frac {\hbar ^{2}}{2m}}[\psi _{R}'(0)-\psi _{L}'(0)]+\lambda \psi (0),}
왜냐하면
{\displaystyle \int _{-\varepsilon }^{+\varepsilon }\psi (x)\,dx=[\psi '(+\varepsilon )-\psi '(-\varepsilon )].}
이 표현에 ψ의 정의를 대입하면 다음과 같다.
{\displaystyle -{\frac {\hbar ^{2}}{2m}}ik(-A_{r}+A_{l}+B_{r}-B_{l})+\lambda (A_{r}+A_{l})=0.}
따라서 경계 조건은 계수에 다음 제한을 준다.
{\displaystyle {\begin{cases}A_{r}+A_{l}-B_{r}-B_{l}&=0,\\-A_{r}+A_{l}+B_{r}-B_{l}&={\frac {2m\lambda }{ik\hbar ^{2}}}(A_{r}+A_{l}).\end{cases}}}

### 묶인 상태 (E < 0)

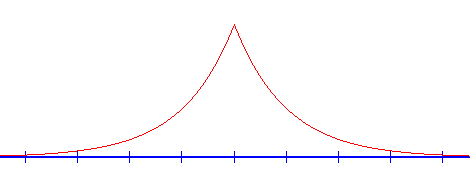
델타 함수 퍼텐셜의 묶인 상태 파동 함수 해는 모든 곳에서 연속적이지만, 미분은 에서 정의되지 않는다.

어떤 1차원 인력 퍼텐셜에서도 묶인 상태가 존재한다. 그 에너지를 찾기 위해, E < 0일 때, k = i√2m|E|/ħ = iκ가 허수이며, 위 계산에서 양의 에너지에 대해 진동하던 파동 함수는 이제 x에 대한 지수적으로 증가하거나 감소하는 함수임을 주목한다. 무한대에서 파동 함수가 발산하지 않도록 요구하면 항의 절반이 제거된다. Ar = Bl = 0. 그러면 파동 함수는 다음과 같다.
{\displaystyle \psi (x)={\begin{cases}\psi _{\text{L}}(x)=A_{\text{l}}e^{\kappa x},&{\text{ if }}x\leq 0,\\\psi _{\text{R}}(x)=B_{\text{r}}e^{-\kappa x},&{\text{ if }}x\geq 0.\end{cases}}}
경계 조건과 정규화 조건으로부터 다음이 성립한다.
{\displaystyle {\begin{cases}A_{\text{l}}=B_{\text{r}}={\sqrt {\kappa }},\\\kappa =-{\frac {m\lambda }{\hbar ^{2}}},\end{cases}}}
여기서 λ는 음수여야 한다. 즉, 묶인 상태는 우물에 대해서만 존재하고 장벽에 대해서는 존재하지 않는다. 이 파동 함수의 푸리에 변환은 로렌츠 함수이다.
묶인 상태의 에너지는 다음과 같다.
{\displaystyle E=-{\frac {\hbar ^{2}\kappa ^{2}}{2m}}=-{\frac {m\lambda ^{2}}{2\hbar ^{2}}}.}

### 산란 (E > 0)

델타 퍼텐셜 우물의 투과 (T) 및 반사 (R) 확률. 에너지 는 단위이다. 점선: 고전적 결과. 실선: 양자역학.

양의 에너지에서, 입자는 반공간(x < 0 또는 x > 0) 어느 쪽이든 자유롭게 움직일 수 있다. 델타 함수 퍼텐셜에서 산란될 수 있다.
양자적 상황은 다음과 같이 연구될 수 있다. 입자가 왼쪽((Ar))에서 장벽에 입사한다. 입자는 반사((Al))되거나 투과((Br))될 수 있다.
왼쪽으로부터의 입사에 대한 반사 및 투과 진폭을 찾기 위해, 위 방정식에 Ar = 1 (입사 입자), Al = r (반사), Bl = 0 (오른쪽에서 입사하는 입자 없음), Br = t (투과)를 대입하고, t에 대한 방정식이 없더라도 r과 t에 대해 푼다.
결과는 다음과 같다.
{\displaystyle t={\cfrac {1}{1-{\cfrac {m\lambda }{i\hbar ^{2}k}}}},\quad r={\cfrac {1}{{\cfrac {i\hbar ^{2}k}{m\lambda }}-1}}.}
모델의 거울 대칭성 때문에 오른쪽으로부터의 입사에 대한 진폭은 왼쪽으로부터의 입사에 대한 진폭과 동일하다. 결과는 입자가 반사될 비영 확률이 존재한다는 것이다.
{\displaystyle R=|r|^{2}={\cfrac {1}{1+{\cfrac {\hbar ^{4}k^{2}}{m^{2}\lambda ^{2}}}}}={\cfrac {1}{1+{\cfrac {2\hbar ^{2}E}{m\lambda ^{2}}}}}}
이는 λ의 부호에 의존하지 않는다. 즉, 장벽은 우물과 동일한 확률로 입자를 반사시킨다. 이것은 고전역학과는 상당한 차이이다. 고전역학에서는 장벽에 대한 반사 확률은 1이고(입자는 단순히 튕겨 나간다), 우물에 대한 반사 확률은 0이다(입자는 우물을 방해받지 않고 통과한다).
투과 확률은 다음과 같다.
{\displaystyle T=|t|^{2}=1-R={\cfrac {1}{1+{\cfrac {m^{2}\lambda ^{2}}{\hbar ^{4}k^{2}}}}}={\cfrac {1}{1+{\cfrac {m\lambda ^{2}}{2\hbar ^{2}E}}}}.}

### 비고 및 응용
위에서 제시된 계산은 처음에는 비현실적이고 거의 쓸모없어 보일 수 있다. 그러나 이는 다양한 실제 시스템에 적합한 모델임이 입증되었다.
그러한 한 가지 예는 두 전도성 물질 사이의 경계면에 관한 것이다. 물질의 내부에서 전자의 움직임은 준자유이며, 위 해밀토니언의 운동 에너지 항에서 유효 질량 m으로 기술될 수 있다. 종종 이러한 물질의 표면은 산화층으로 덮여 있거나 다른 이유로 이상적이지 않다. 이 얇고 비전도성 층은 위와 같이 국부적인 델타 함수 퍼텐셜로 모델링될 수 있다. 그러면 전자는 한 물질에서 다른 물질로 터널링하여 전류를 발생시킬 수 있다.
주사 터널링 현미경 (STM)의 작동은 이 터널링 효과에 의존한다. 이 경우, 장벽은 STM 팁과 아래에 있는 물체 사이의 공기 때문이다. 장벽의 강도는 두 물체 사이의 거리에 비례하며, 거리가 멀수록 강해진다. 이 상황에 대한 더 일반적인 모델은 유한 퍼텐셜 장벽 (양자역학)을 참조하라. 델타 함수 퍼텐셜 장벽은 매우 높고 좁은 장벽에 대해 거기서 고려된 모델의 극한 사례이다.
위 모델은 1차원인 반면, 우리 주변의 공간은 3차원이다. 따라서 실제로는 3차원에서 슈뢰딩거 방정식을 풀어야 한다. 그러나 많은 시스템은 한 좌표 방향으로만 변하고 다른 방향으로는 병진 불변이다. 그러면 슈뢰딩거 방정식은 {\displaystyle \Psi (x,y,z)=\psi (x)\phi (y,z)\,\!} 형태의 파동 함수에 대한 가설 풀이를 통해 여기에서 고려된 경우로 환원될 수 있다.
또는 델타 함수를 일부 영역 D의 표면에 존재하도록 일반화할 수도 있다(지시 함수의 라플라시안 참조).
델타 함수 모델은 사실 더들리 허슈바크 그룹이 개발한 차원 스케일링 방법을 따른 수소 원자의 1차원 버전이다.
델타 함수 모델은 다음 섹션에서 보여지는 것처럼 수소 분자 이온의 1차원 버전을 나타내는 이중 우물 디랙 델타 함수 모델과 함께 특히 유용해진다.

## 이중 델타 퍼텐셜

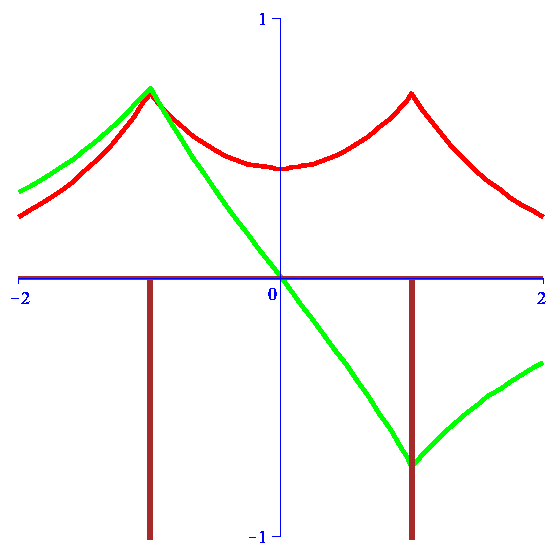
"핵간" 거리 를 가진 이중 우물 디랙 델타 함수 모델에 대한 대칭 및 반대칭 파동 함수

이중 우물 디랙 델타 함수는 해당 슈뢰딩거 방정식을 통해 이원자 수소 분자를 모델링한다.
{\displaystyle -{\frac {\hbar ^{2}}{2m}}{\frac {d^{2}\psi (x)}{dx^{2}}}+V(x)\psi (x)=E\psi (x),}
여기서 퍼텐셜은 이제 다음과 같다.
{\displaystyle V(x)=-q\left[\delta \left(x+{\frac {R}{2}}\right)+\lambda \delta \left(x-{\frac {R}{2}}\right)\right],}
여기서 {\displaystyle 0<R<\infty }는 디랙 델타 함수 (음수) 피크가 x = ±R/2에 위치하는 "핵간" 거리이다(다이어그램에서 갈색으로 표시됨). 이 모델과 3차원 분자 대응물과의 관계를 염두에 두고, 원자 단위계를 사용하고 {\displaystyle \hbar =m=1}로 설정한다. 여기서 {\displaystyle 0<\lambda <1}은 형식적으로 조절 가능한 매개변수이다. 단일 우물 사례에서, 해에 대한 "가설 풀이"가 다음과 같음을 추론할 수 있다.
{\displaystyle \psi (x)=Ae^{-d\left|x+{\frac {R}{2}}\right|}+Be^{-d\left|x-{\frac {R}{2}}\right|}.}
디랙 델타 함수 피크에서 파동 함수를 일치시키면 다음과 같은 행렬식이 나온다.
{\displaystyle {\begin{vmatrix}q-d&qe^{-dR}\\q\lambda e^{-dR}&q\lambda -d\end{vmatrix}}=0,\quad {\text{where }}E=-{\frac {d^{2}}{2}}.}
따라서 {\displaystyle d}는 다음 유사 이차 방정식에 의해 결정됨을 알 수 있다.
{\displaystyle d_{\pm }(\lambda )={\frac {1}{2}}q(\lambda +1)\pm {\frac {1}{2}}\left\{q^{2}(1+\lambda )^{2}-4\lambda q^{2}\left[1-e^{-2d_{\pm }(\lambda )R}\right]\right\}^{1/2},}
이것은 두 개의 해 {\displaystyle d=d_{\pm }}를 가진다. 전하가 같은 경우(대칭 동핵 경우), λ = 1이고, 유사 이차 방정식은 다음으로 줄어든다.
{\displaystyle d_{\pm }=q\left[1\pm e^{-d_{\pm }R}\right].}
"+" 경우는 중간점에 대해 대칭적인 파동 함수에 해당하며(다이어그램에서 빨간색으로 표시됨), A = B이고, gerade라고 불린다. 이에 상응하여, "−" 경우는 중간점에 대해 반대칭적인 파동 함수이며, A = −B이고, ungerade라고 불린다(다이어그램에서 녹색으로 표시됨). 이들은 3차원 {\displaystyle {\ce {H2^+}}}의 두 가지 가장 낮은 이산 에너지 상태를 근사하며, 그 분석에 유용하다. 대칭 전하 경우에 대한 에너지 고유값의 해석적 해는 다음과 같다.
{\displaystyle d_{\pm }=q+W(\pm qRe^{-qR})/R,}
여기서 W는 표준 람베르트 W 함수이다. 가장 낮은 에너지는 대칭 해 {\displaystyle d_{+}}에 해당한다. 전하가 같지 않은 경우, 그리고 사실 3차원 분자 문제의 경우, 해는 람베르트 W 함수의 일반화에 의해 주어진다(일반화 참조).
가장 흥미로운 경우 중 하나는 qR ≤ 1일 때이며, 이는 {\displaystyle d_{-}=0}을 초래한다. 따라서 E = 0을 가진 비자명한 묶인 상태 해가 존재한다. 이러한 특정 매개변수에 대해 많은 흥미로운 속성이 발생하며, 그 중 하나는 투과계수가 제로 에너지에서 1이 되는 특이한 효과이다.

## 같이 보기
- 자유 입자
- 상자 속 입자
- 유한 퍼텐셜 우물
- 링 속 입자
- 중심 퍼텐셜 속 입자
- 양자 조화 진동자
- 수소 원자 또는 수소형 원자
- 링 파동 가이드
- 1차원 격자 속 입자 (주기 퍼텐셜)
- 수소 분자 이온
- 홀슈타인-헤링 방법
- 지시 함수의 라플라시안
- 해석적 해를 가진 양자역학 시스템 목록

## 참고 문헌
- Griffiths, David J. (2005). 《Introduction to Quantum Mechanics》 2판. Prentice Hall. 68–78쪽. ISBN 978-0-13-111892-8.
- 3차원 경우에 대해서는 "델타 껍질 퍼텐셜"을 찾아보라. 더 나아가 K. Gottfried (1966), Quantum Mechanics Volume I: Fundamentals, ch. III, sec. 15.를 참조하라.